# Río Grande (Argentinië)
Río Grande is een stad in Argentinië, gelegen in het noordoostelijk gedeelte van de provincie Tierra del Fuego. De stad heeft 55.131 inwoners en kent een sterke groei omwille van de uitbouw van de elektronische industrie. Ze is tevens de hoofdstad van het gelijknamige departement.